# Primary van New Jersey 2008
De primary van New Jersey is een voorverkiezing die in 2008 op 5 februari werd gehouden, de dag van Super Tuesday. Hillary Clinton en John McCain wonnen.

## Democraten
| Legenda: | Teruggetrokken voor de primary |

| New Jersey Democratische primary 2008 | New Jersey Democratische primary 2008 | New Jersey Democratische primary 2008 | New Jersey Democratische primary 2008 |
| Kandidaat                             | Stemmen                               | Percentage                            | Nationale gedelegeerden               |
| ------------------------------------- | ------------------------------------- | ------------------------------------- | ------------------------------------- |
| Hillary Clinton                       | 613.500                               | 53,76%                                | 59                                    |
| Barack Obama                          | 501.372                               | 43,93%                                | 48                                    |
| John Edwards                          | 15.728                                | 1,38%                                 | 0                                     |
| Joe Biden                             | 4.081                                 | 0,36%                                 | 0                                     |
| Bill Richardson                       | 3.366                                 | 0,29%                                 | 0                                     |
| Dennis Kucinich                       | 3.152                                 | 0,28%                                 | 0                                     |
| Totaal                                | 1.141.199                             | 100,00%                               | 107                                   |

## Republikeinen
| New Jersey Republikeinse primary 2008 | New Jersey Republikeinse primary 2008 | New Jersey Republikeinse primary 2008 | New Jersey Republikeinse primary 2008 |
| Kandidaat                             | Stemmen                               | Percentage                            | Gedelegeerden                         |
| ------------------------------------- | ------------------------------------- | ------------------------------------- | ------------------------------------- |
| John McCain                           | 313.459                               | 55,36%                                | 52                                    |
| Mitt Romney                           | 160.388                               | 28,33%                                | 0                                     |
| Mike Huckabee                         | 46.284                                | 8,17%                                 | 0                                     |
| Ron Paul                              | 27.184                                | 4,06%                                 | 0                                     |
| Rudy Giuliani                         | 15.516                                | 2,74%                                 | 0                                     |
| Fred Thompson                         | 3.253                                 | 0,57%                                 | 0                                     |
| Totaal                                | 566.201                               | 100%                                  | 52                                    |